# هوكي الحقل في الألعاب الأولمبية الصيفية 2012
أقيمت بطولة هوكي الحقل في دورة الألعاب الأولمبية الصيفية 2012 في الفترة من 29 يوليو حتى 11 أغسطس عام 2012 في المركز الأولمبي للهوكي في لندن. قرر الاتحاد الدولي للهوكي، في 3 نوفمبر 2010، تخصيص اثني عشر فريقًا لكل مسابقات الرجال والسيدات على حد سواء.